# Glochidion pruinosum
Glochidion pruinosum är en emblikaväxtart som beskrevs av Airy Shaw. Glochidion pruinosum ingår i släktet Glochidion och familjen emblikaväxter. Inga underarter finns listade i Catalogue of Life.